# 倭马亚家族成员列表
这是一份倭马亚家族成员的列表。倭马亚家族是麦加古来氏族12支系中的一支。从661年到750年，该家族是阿拉伯帝国的统治王朝。

## 主要人物
- 倭马亚·伊本·阿布德·沙姆斯
- 哈尔卜·伊本·倭马亚
- 阿布·阿斯·伊本·倭马亚
- 哈里西·伊本·哈尔卜
- 阿布·苏富扬·伊本·哈尔卜
- 奥斯曼·伊本·艾比·阿斯
- 阿凡·伊本·艾比·阿斯
- 哈卡姆·伊本·艾比·阿斯
- 萨菲亚·宾特·艾比·阿斯
- 奥斯曼·伊本·阿凡
- 穆阿维叶·伊本·艾比·苏富扬
- 哈比巴·宾特·艾比·苏富扬
- 马尔万·伊本·哈卡姆
- 叶齐德·伊本·穆阿维叶
- 阿卜杜勒-阿齐兹·伊本·马尔万
- 阿卜杜勒·马利克·伊本·马尔万
- 穆罕默德·伊本·马尔万
- 穆阿维叶·伊本·叶齐德
- 奥马尔·伊本·阿卜杜勒-阿齐兹
- 瓦利德·伊本·阿卜杜勒·马利克
- 苏莱曼·伊本·阿卜杜勒·马利克
- 叶齐德·伊本·阿卜杜勒·马利克
- 希沙姆·伊本·阿卜杜勒·马利克
- 马尔万·伊本·穆罕默德
- 叶齐德·伊本·瓦利德
- 易卜拉欣·伊本·瓦利德
- 瓦利德·伊本·叶齐德
- 穆阿维叶·伊本·希沙姆
- 阿卜杜勒·拉赫曼·伊本·穆阿维叶
  - 关于阿卜杜勒·拉赫曼的后代，请参见主条目：后倭马亚王朝。